# Jan Baptist Lodewyck Maes

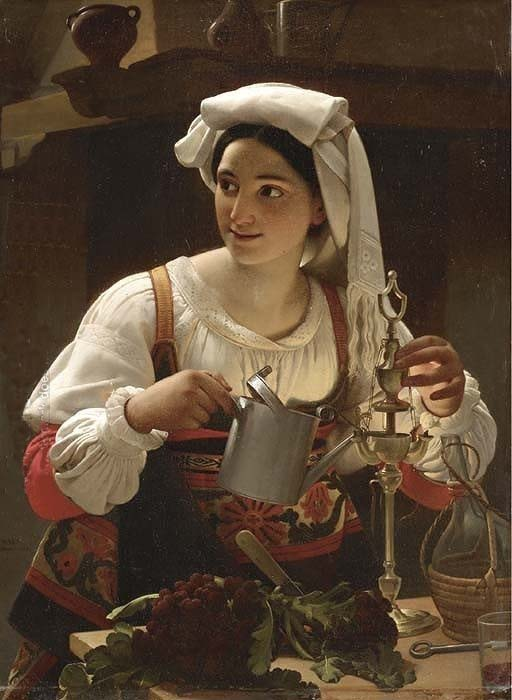
Junges Mädchen, eine Öllampe füllend

Jan Baptist Lodewyck Maes (auch Maes-Canini, * 30. September 1794 in Gent; † 7. April 1856 in Rom) war ein in Italien tätiger belgischer Genremaler.
Maes studierte an der Akademie von Gent. Er stellte 1810 zum ersten Mal auf der Messe dieser Stadt aus. Er gewann die Preise aller Wettbewerbe, an denen er teilnahm, und erhielt 1820 ein Stipendium von der Stadt Gent. Dank dem 1821 erhaltenen belgischen Rom-Preis besuchte er zuerst gemeinsam mit Frans Vervloet (1795–1872) Paris und begab sich weiter nach Italien. 1822 kopierte er im Uffizi-Museum Werke alter Meister. 1824 ließ er sich in Rom nieder. 1827 heiratete er die Tochter des Kupferstechers Bartolomeo Canini. Um seinen Namen zu italianisieren, fügte er seinem Nachnamen Maes den Nachnamen seiner Ehefrau Canini bei. Das Ehepaar bekam zwei Söhne: Jacques-Jean und Lieven-Antoon. Der erste, Jacques-Jean genannt Giacomo, geboren 1828, wurde ein Maler wie sein Vater.
Maes blieb in Kontakt mit seiner Heimatstadt und sandte regelmäßig Werke an belgische Salons.
Er war korrespondierendes Mitglied der Königlich Niederländischen Akademie der Wissenschaften (KNAW, Koninklijk Instituut, vierde klasse).